# Feedly
Feedly è un aggregatore di notizie disponibile attraverso piattaforma web consultabile con browser web e applicazioni per dispositivi iOS e Android. Questo strumento rende disponibile la lettura di flussi (feed) di notizie dalle fonti che interessano l'utente, affiancando all'inserimento di fonti personalizzate categorie consigliate. Si tratta di un'esperienza gratuita arricchita di funzionalità avanzate a pagamento. Feedly è stato distribuito per la prima volta da DevHD nel 2008.

## Storia
Nel novembre 2006, Edwin Khodabakchian contribuì alla fondazione di DevHD. L'azienda mirava a creare una piattaforma che usasse i feed RSS, la memorizzazione online e l'integrazione con i social media per mettere in contatto gli utenti con le informazioni più interessanti per loro. Il primo progetto di DevHD, Streets, che aggrega gli aggiornamenti da diverse fonti online, sta alla base di Feedly. Feedly, che è stato ottimizzato per i feed RSS, è stato rilasciato per la prima volta il 15 giugno 2008. Originariamente chiamato Feeddo, Feedly è stato inizialmente rilasciato come estensione per i browser prima di approdare anche sui dispositivi mobili.
Il 15 marzo 2013 Feedly ha visto arrivare 500.000 nuovi utenti in 48 ore a causa dell'annuncio della chiusura di Google Reader. Il 2 aprile, il numero totale di nuovi utenti era di 3 milioni. Alla fine di maggio, il numero totale di utenti era di 12 milioni.

## Applicazioni per browser
Esiste un'estensione disponibile per numerosi browser web, inclusi Google Chrome e Mozilla Firefox. Feedly si integra nel browser, mostrandosi come un'icona cliccabile che porta l'utente alla sua pagina Feedly, dove si trovano tutti i feed di notizie. L'estensione per i browser mostra un'interfaccia minimalistica e personalizzabile che è organizzata come una rivista. L'utente può personalizzare il contenuto aggregato da Feedly in modo da includere i propri feed RSS preferiti. L'interfaccia può essere modificata per quanto riguarda il layout, il colore e la categorizzazione degli articoli in base alle fonti, ai like e a quanto scelto dagli altri utenti. Gli articoli possono essere condivisi via email, Facebook, Google+, Tumblr, Twitter e diversi altri servizi.

## App per iOS e Android
L'applicazione mobile di Feedly è disponibile per iOS (iPhone, iPad), e per Android. Tutte le versioni della app sono basate su Streets (l'altro progetto di DevHD), che permette all'applicazione di girare sullo stesso codice per tutti i dispositivi. Far girare lo stesso codice su diverse piattaforme permette agli sviluppatori di rilasciare gli aggiornamenti più velocemente, poiché essi devono lavorare con un'unica versione. Come la sua controparte web, l'applicazione mobile impiega un'interfaccia minimalista che imita l'apertura di una rivista. Tuttavia, a differenza dell'estensione per browser, l'app di Feedly non può caricare un intero articolo. Invece, essa presenta un riassunto e un link al vero articolo. L'applicazione mobile funziona essa stessa come un browser: in questo modo, i redirect avvengono all'interno della stessa app, senza aprire un browser separato. Inoltre, l'applicazione si adatta ai gusti dell'utente, e consiglierà i post in base a ciò che l'utente ha letto o condiviso in passato.
L'app di Feedly non supporta la modalità offline, ma alcune app di terze parti offrono tale servizio.

## API per sviluppatori
Feedly dispone anche di un'API pubblica che consente agli sviluppatori di terze parti di integrarsi con Feedly, ad esempio tramite app mobile o desktop per la lettura di feed RSS.

## Valutazione e critiche
Feedly ha ricevuto recensioni perlopiù positive. Molti hanno elogiato il suo design minimalista e l'interfaccia personalizzabile. Tuttavia, alcuni hanno trovato che il servizio faccia affidamento in modo eccessivo sul suo approccio minimalista, mentre altri hanno affermato che il grado di personalizzazione offerto può confondere gli utenti inesperti. Critiche sono anche giunte per la mancanza di localizzazione dell'interfaccia.